# Jariri (escola de jurisprudência islâmica)
Jariri é o nome dado a uma escola sunita de fiqh (jurisprudência islâmiac) de curta duração que foi derivada do trabalho de al-Tabari, o estudioso muçulmano persa dos séculos IX e X em Bagdá. Embora tenha sido extinto, o madhhab de al-Tabari floresceu entre os ulamas sunitas por dois séculos após sua morte.

## Princípios
O professor da Universidade de Oxford, Christopher Melchert, descreve a escola Jariri como semi-racionalista, semelhante à escola Shafi'i. Ele também compartilhou conhecimentos com a escola Ẓāhirī, além dos Shafi'is.
Historiadores muçulmanos e juristas estudiosos teorizaram que uma das raízes primárias para tal visão anti-racionalista, tradicionalista e orientada para hadith foi historicamente veio de um Companheiro do Profeta chamado Zubayr ibn al-Awwam, que foi  abase do estudo de de muitos estudiosos influentes na história que até alcançaram o posto de Mujtahid (estudiosos que permitiram abrir seu próprio Madhhab devido à sua vastidão de conhecimento), como Shafiite Ibn Kathir, Hanbalite Ibn Taymiyyah, Ibn Hazm, Bukhari independente Madhhab, e estudiosos Zahiri Maddhab.
A escola Jariri estava frequentemente em conflito com a escola Hanbali de Ahmad Ibn Hanbal. A escola Jariri era famosa por suas atitudes liberais em relação ao papel da mulher; os Jariris, por exemplo, sustentavam que as mulheres podiam ser juízas e liderar os homens em oração. Também foi encontrado conflito com a escola Hanafi na questão da preferência jurídica, que a escola Jariri censurou severamente.
A de Al-Tabari foi caracterizada por fortes tendências escrituralistas. Ele parece, como Dawud al-Zahiri, restringir historicamente o consenso, definindo-o como a transmissão por muitas autoridades de relatórios sobre os quais os Sahaba concordaram por unanimidade. Como Dawud al-Zahiri, ele também sustentou que o consenso deve estar vinculado a um texto e não pode ser baseado em analogia jurídica.